# Kleinbloemige amsinckia
Kleinbloemige amsinckia (Amsinckia micrantha) is een eenjarige plant uit de Ruwbladigenfamilie.
De soort werd voor het eerst wetenschappelijk beschreven door Suksdorf in 1900.

## Beschrijving
De plant wordt 20-50 cm hoog. De bladeren staan verspreid, zijn behaard en iets langwerpig. De bloemen zijn tweeslachtig. Ze zijn lichtgeel en ongeveer 0,5 cm in diameter. De kelk is 5–7 mm lang en wordt na de bloei maar weinig langer. De bloembuis is van binnen kaal. De meeldraden zitten in de keel van de kroonbuis. Onderaan de bloeiwijze zitten meestal schutbladen. De bloei is van mei tot juli. De vrucht is een splitvrucht met zaden van 2-2½ mm lang. Ze zijn donker grijsbruin, fijn wrattig en voorzien van dwarsribbels. Het is een tweezaadlobbige plant.

## Ecologie en Verspreiding
Kleinbloemige amsinckia prefereert open, zonnige, droge, voedselrijke, vrij kalkarme zandgrond. Ze groeit in graan- en hakvruchtakkers, in bermen, op omgewerkte grond en langs duinpaden. Ze verdraagt veel stikstofdepositie en kan zich agressief uitbreiden. 
De soort stamt oorspronkelijk uit het westen van Noord-Amerika en is in een aantal Europese landen ingeburgerd. De zaden zijn er tussen granen, sojabonen, kippen- en fazantenvoer ingevoerd. In Nederland is de plant ingeburgerd tussen 1900 en 1924 en vrij algemeen in de Noordzeeduinen, aan de Veluwezoom en in Zuid-Nederland. In Vlaanderen is ze zeldzaam en in Wallonië komt ze niet voor.

## Gebruik
Vanwege haar eiwitrijkdom werd kleinbloemige amsinckia wel als veevoer gebruikt. Dat is riskant vanwege de aanwezige alkaloïden en het hoge gehalte aan nitraten. Amerikaanse indianen gebruikten jonge loten, zaden of bladeren van plant als voedsel en ook medicinaal. De scherpe haren van de plant kunnen bij mensen huidirritatie veroorzaken.